# Национальное демократическое действие
«Национальное демократическое действие» (исп. Acción Democrática Nacional; НДД) — политический альянс и движение в Эквадоре, созданные для поддержки кандидатуры Даниэля Нобоа на президентских выборах 2023 года.

## История
Леонардо Кортасар, давний политический деятель, создал новый политический альянс под названием «Национальное демократическое действие» (НДД) после того, как политическая группа «Свобода — это люди», членом которой он был, распалась. На выборах 2021 года НДД поддержала коалицию «Союз ради надежды» (СРН) и её кандидата в президенты Андреса Арауса. В то же время на парламентских выборах депутатом от «Объединённого Эквадора», политической партии Эдвина Морено, брата бывшего президента Ленина Морено, был избран Даниэль Нобоа, бизнесмен и сын Альваро Нобоа. После этих выборов альянс НДД перешёл в руки Нобоа, который придал ему новый имидж. Он начал турне по стране с октября 2022 года, проводя агитацию, с целью выдвижения своей кандидатуры на пост президента на выборах 2023 года. Таким образом, НДД начала процесс регистрации в Национальном избирательном совете (НИС) 13 октября 2022 года.
Из-за начавшегося в стране политического кризиса, на 2023 год были назначены досрочные президентские выборы, на которые Нобоа выставил свою кандидатуру. Поскольку НДД всё ещё находилась в процессе регистрации в НИС, он получил поддержку от партий «Народ, равенство и демократия» (НРД) и «Революционное демократическое зелёное этическое движение» (РДЗЭД), которые впоследствии и стали основой альянса НДД. Однако изначально политическая коалиция была зарегистрирована под названием «Политическая группа Нобоа». В последующие месяцы Нобоа занимался организацией этого движения, которое долгое время не получало легального статуса. Напарницей либерального Нобоа по предвыборной гонке в 2023 году была консервативная предпринимательница Вероника Абад Рохас из Куэнки. Кандидатура Даниэля Нобоа значительно отставала в опросах общественного мнения, занимая то пятое, то шестое место. Однако после успешных предвыборных дебатов Нобоа внезапно занял второе место в первом туре голосования 12 августа и вышел во второй тур, который состоялся 15 октября. В результате Нобоа был избран на оставшийся президентский срок Лассо. Само «Национальное демократическое действие» на досрочных парламентских выборах, состоявшихся одновременно с президентскими, получило 14 мест в Национальном собрании.
На выборах 2025 года альянс вновь выдвинул Даниэля Нобоа, но в этот раз в паре с кандидатом в вице-президенты Марией Хосе Пинто.

## Связь с Морено
Связь этой политической платформы с бывшим президентом Морено примечательна, поскольку НРД была основана и возглавляется Артуро Морено Энкаладой, двоюродным братом бывшего мандатария, а РДЗЭД (в то время под названием «Альянс ПАИС») была правящей партией на протяжении большей части правления Морено. Морено лично возглавлял ПАИС, будучи президентом Эквадора.

## Состав коалиции
| Партия | Партия | Аббр. | Лидер         | Идеология        | Годы членства |
| ------ | --- | ----- | ------------- | ---------------- | ------------- |
|        | Народ, равенство и демократия Pueblo, Igualdad y Democracia                                                  | НРД   | Артуро Морено | Зонтичная партия | 2023–н. в.    |
|        | Революционное демократическое зелёное этическое движение Movimiento Verde Ético Revolucionario y Democrático | РДЗЭД | Рене Эспин    | Неолиберализм    | 2023–н. в.    |

## Электоральные результаты

### Президентские выборы
| Выборы | Кандидат      | Голосов    | %          | Голосов    | %          | Результат |
| Выборы | Кандидат      | Первый тур | Первый тур | Второй тур | Второй тур | Результат |
| ------ | ------------- | ---------- | ---------- | ---------- | ---------- | --------- |
| 2023   | Даниэль Нобоа | 2 315 296  | 23,47%     | 5 251 695  | 51,83%     | Избран    |
| 2025   | Даниэль Нобоа | 4 527 606  | 44,17%     | 5 870 618  | 55,63%     | Избран    |

### Парламентские выборы
| Выборы | Лидер             | Голосов   | %     | Мест      | +/–   |
| ------ | ----------------- | --------- | ----- | --------- | ----- |
| 2023   | Валентина Сентено | 1 219 254 | 14,56 | 11 из 116 | новая |
| 2025   | Даниэль Нобоа     | 3 948 392 | 43,34 | 66 из 151 | ▲55   |